# Hautasaari (ö i Villmanstrand)
Hautasaari är en ö i Finland. Ordet hautasaari åsyftar att ön har varit begravningsplats. Ön ligger i sjön Saimen och i kommunen Villmanstrand i Villmanstrands ekonomiska region och landskapet Södra Karelen, i den södra delen av landet, 210 km nordost om huvudstaden Helsingfors. Öns area är 61 hektar och dess största längd är 1,1 kilometer i sydöst-nordvästlig riktning.